# Premio literario Nike
El  Premio literario Nike (en polaco:Nagroda Literacka Nike) es uno de los más prestigiosos premios literarios de la literatura polaca. Lo estableció la Gazeta Wyborcza en 1997.

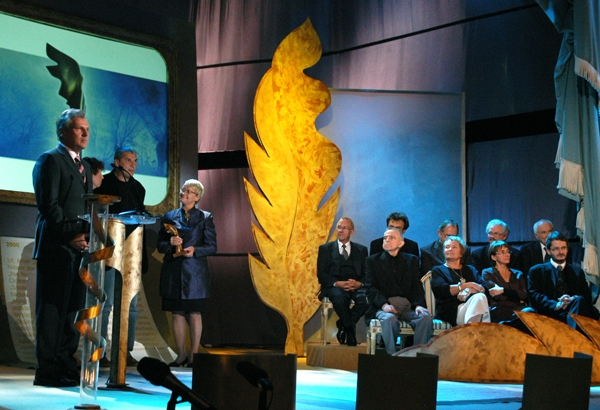
Cerimonia con el presidente polaco Aleksander Kwaśniewski

## Laureados

### Jurado
- 2024 – Urszula Kozioł, Raptularz[1]
- 2023 – Zyta Rudzka, Ten się śmieje, kto ma zęby[2]
- 2022 – Jerzy Jarniewicz, Mondo Cane[3]
- 2021 – Zbigniew Rokita, Kajś. Opowieść o Górnym Śląsku
- 2020 – Radek Rak, Baśń o wężowym sercu albo wtóre słowo o Jakóbie Szeli
- 2019 – Mariusz Szczygieł, Nie ma
- 2018 – Marcin Wicha, Rzeczy, których nie wyrzuciłem
- 2017 – Cezary Łazarewicz, Żeby nie było śladów. Sprawa Grzegorza Przemyka
- 2016 – Bronka Nowicka, Nakarmić kamień
- 2015 – Olga Tokarczuk, Księgi Jakubowe
- 2014 – Karol Modzelewski, Zajeździmy kobyłę historii. Wyznania poobijanego jeźdźca
- 2013 – Joanna Bator, Ciemno, prawie noc
- 2012 – Marek Bieńczyk, Książka twarzy
- 2011 – Marian Pilot, Pióropusz
- 2010 – Tadeusz Słobodzianek, Nasza Klasa
- 2009 – Eugeniusz Tkaczyszyn–Dycki, Piosenka o zaleznosciach i uzaleznieniach
- 2008 – Olga Tokarczuk, Bieguni
- 2007 – Wiesław Myśliwski, Traktat o łuskaniu fasoli
- 2006 – Dorota Masłowska, Paw królowej
- 2005 – Andrzej Stasiuk, Jadąc do Babadag
- 2004 – Wojciech Kuczok, Gnój
- 2003 – Jarosław Marek Rymkiewicz, Zachód słonca w Milanówku
- 2002 – Joanna Olczak–Roniker, W ogrodzie pamięci
- 2001 – Jerzy Pilch,  Pod Mocnym Aniołem
- 2000 – Tadeusz Różewicz, Matka odchodzi
- 1999 – Stanisław Barańczak, Chirurgiczna precyzja
- 1998 – Czesław Miłosz,  Piesek przydrożny
- 1997 – Wiesław Myśliwski, Widnokrąg

### Público
- 2024 – Michał Witkowski, Wiara. Autobiografia[4]
- 2023 – Grzegorz Piątek, Gdynia obiecana. Miasto, modernizm, modernizacja 1920–1939[5]
- 2022 – Joanna Ostrowska, Oni. Homoseksualiści w czasie II wojny światowej[6]
- 2021 – Zbigniew Rokita, Kajś. Opowieść o Górnym Śląsku
- 2020 – Joanna Gierak–Onoszko, 27 śmierci Toby’ego Obeda
- 2019 – Mariusz Szczygieł, Nie ma
- 2018 – Marcin Wicha, Rzeczy, których nie wyrzuciłem
- 2017 – Stanisław Łubieński, Dwanaście srok za ogon
- 2016 – Magdalena Grzebałkowska, 1945. Wojna i pokój
- 2015 – Olga Tokarczuk, Ksiegi Jakubowe
- 2014 – Ignacy Karpowicz, Ości
- 2013 – Szczepan Twardoch, Morfina
- 2012 – Andrzej Franaszek, Miłosz : biografia
- 2011 – Sławomir Mrożek, Dziennik 1962–1969
- 2010 – Magdalena Grochowska, Jerzy Giedroyc. Do Polski ze snu
- 2009 – Krzysztof Varga, Gulasz z turula
- 2008 – Olga Tokarczuk, "Bieguni
- 2007 – Mariusz Szczygieł, Gottland
- 2006 – Wisława Szymborska, Dwukropek
- 2005 – Ryszard Kapuściński, Podróże z Herodotem
- 2004 – Wojciech Kuczok, Gnój
- 2003 – Dorota Masłowska, Wojna polsko–ruska pod flagą biało–czerwoną
- 2002 – Olga Tokarczuk, Gra na wielu bębenkach
- 2001 – Jerzy Pilch, Pod Mocnym Aniołem / Jan T. Gross, Sąsiedzi
- 2000 – Tadeusz Różewicz, Matka odchodzi
- 1999 – Olga Tokarczuk, Dom dzienny, dom nocny
- 1998 – Zygmunt Kubiak, Mitologia Greków i Rzymian"
- 1997 – Olga Tokarczuk, Prawiek i inne czasy